# Xavier Darasse
Xavier Darasse (París, 3 de setembre, 1934 - París, 24 de novembre, 1992), va ser un organista i compositor francès. Un carrer de Tolosa i un altre de Muret, porten el seu nom. També va donar nom a una tuneladora (fabricada per l'empresa BESSAC amb seu a Saint-Jory) utilitzada durant l'excavació de la línia B del metro de Tolosa entre 2003 i 2004. El festival internacional de Tolosa les Orgues organitza cada 3 anys en el seu honor el Concurs Internacional d'Orgue Xavier Darasse.

## Biografia
Nascut en una família de músics (la seva mare Renée-Marie Laroyenne era organista), Xavier Darasse va estudiar al Conservatori Nacional de Música de París amb Maurice Duruflé, Rolande Falcinelli, Jean Rivier i Olivier Messiaen. Paral·lelament a la seva carrera com a organista de concerts, va ser primer professor a Angers, després professor al Conservatori de Tolosa de Llenguadoc i després al Conservatori Nacional de Música de Lió, la classe d'orgue es va "reubicar" a Tolosa. El seu repertori va des de la música antiga fins al repertori contemporani.
L'any 1976, després d'un greu accident de trànsit, en què va perdre el braç dret (que va ser re empeltat amb èxit sense que se li recuperés la motricitat), va haver de posar fi a la seva carrera concertista. Després es va dedicar a l'ensenyament de l'orgue, així com a la composició, incloent-hi Instants éclats el 1983 per a l'Orquestra Nacional del Capitoli de Tolosa.
Va ser nomenat director del Conservatori de París el 1991.
Va morir prematurament de càncer el 1992, deixant una adaptació a l'òpera inacabada de The Picture of Dorian Gray d'Oscar Wilde.
Xavier Darasse va escoltar l'orgue d'una manera nova. Allà va afavorir la respiració (continua o interrompuda), la parla articulada (la importància del tacte i l'articulació digital) i els registres i els colors (el llegat del seu professor d'anàlisi, Olivier Messiaen).
Durant la seva curta trajectòria, Xavier Darasse va ser un dels organistes més eclèctics de la seva generació, sensible tant a la música antiga, de la qual en coneixia els misteris, com a la música d'orgue contemporània, de la qual va ser un dels grans impulsors. De fet, va gravar un dels primers discs de música d'orgue "contemporània" a l'orgue de Robert Boisseau a l'església Notre-Dame de Royan a finals dels anys 60 (obres de Luis de Pablo i ell mateix). Molt relacionat amb Antoine Tisné i Iannis Xenakis, va crear a Alemanya i França l'única obra d'aquest últim per a orgue: Gmeeoorh (1974).

## Obres
Composicions per a òrgan

- Organum I per a orgue (1970), per encàrrec del Festival Royan
- Organum II per a orgue (1978), encarregat pel CNSM de París
- Organum III per a orgue (1979), encarregat per al concurs d'orgue de Chartres
- Organum IV per a orgue i tres percussions (1981)
- Organum V per a orgue (1983), per encàrrec de l'Estat
- Organum VI per a orgue (1986), suite de 6 peces curtes i fàcils per a orgue clàssic
- Organum VII per a soprano i orgue (1989), per al festival de Saint-Bertrand-de-Comminges
- Organum VIII per a orgue i quintet de metalls (1972), encarregat pel festival de Metz, "in memoriam Jean-Pierre Guézec"
- Pedal-Exercitium per a orgue (1988) per encàrrec d'Editions Universal.

Composicions vocals

- Pare nostre, dit des de la missa per Montserrat, per quatre veus mixtes.[2]